# Juan Bautista de Poza
Juan Bautista de Poza (n. Bilbao; 1588-f. Cuenca, Ecuador; 1659), teólogo, filósofo y escritor jesuita español, hijo del jurista, geógrafo, cosmógrafo y lingüista Andrés de Poza.

## Biografía
Estudió el noviciado en Alcalá de Henares y luego fue profesor en Madrid, Alcalá y Murcia. Escribió y publicó muchos libros, de los cuales algunos no salieron con su nombre, sobre muchas materias, en especial teología, mariología, filosofía, medicina, geometría y geografía. Su libro de más éxito fue, sin duda, la Práctica de ayudar a bien morir, que alcanzó 12 ediciones en español, alemán, francés, polaco e italiano. Escribió también tratados de Derecho, un Rhetoricae compendium (Madrid: Vda. Alonso Martín, 1615), libros de Teología y varia multitud de memoriales y escritos menores. Un tratado sobre la Virgen María, Elucidarium Deiparae (Lyon, 1627), publicado con el pseudónimo de Iohannnis Andreae de Pazo, llamó la atención de la Inquisición y fue puesto en el Index librorum prohibitorum como sospechoso de herejía, por lo que al parecer perdió su cátedra y fue confinado en el Colegio de la Compañía en Cuenca (Ecuador), donde vivió hasta su muerte en 1659. En efecto, el libro causó una gran oleada de críticas y contracríticas, publicándose numerosos folletos en contra y a favor.
Puede considerársele un antecesor de los novatores, ya que Juan de Cabriada cita en el siglo XVIII sus argumentos contra los antiguos expuestos en sus Primeras lecciones que por la cátedra de placitis philosophorum y por las de los maestros ausentes hizo en la primera fundación de los Reales Estudios del Colegio Imperial de la Compañía de Jesús en Madrid, (Madrid: Imprenta del Reino, 1629). Estudia su obra con detenimiento Nicolás Antonio y Palau y Dulcet enumera casi todas las ediciones de sus libros.

## Obras
- Práctica de ayudar a bien morir, Madrid, por Domingo García y Morrás a costa de Domingo de Palacio, 1648.
- Assertiones philosophicae, et medicae recitative propositae circa corpora quae condita fuissent cum perfectionibus intrinsecis originariae iustitiae
- Memorial a los Iuezes de la verdad, y Doctrina. Porque aviendo llegado a esta Vniversidad de Salamanca vnos papeles muy pios, y catolicos, acerca de la autoridad de los Doctores,algunos los han depravado, añadiendo, y quitando clausulas, o palabras de los verdaderos exemplares segun, y como lo hizieron muchos de quien haze mêcion la sexta synodo, Barcelona: por Esteban Liberós, 1626.
- Rhetoricae compendium (Madrid: Vda. Alonso Martín, 1615)
- Elucidarium Deiparae (Lyon, ex Officina Rovilliana, sumptibus Andreae & Iacobi Prost, 1627.
- Primeras lecciones que por la cátedra de placitis philosophorum y por las de los maestros ausentes hizo en la primera fundación de los Reales Estudios del Colegio Imperial de la Compañía de Jesús en Madrid, (Madrid: Imprenta del Reino, 1629).
- Su respuesta a la Geometria especulativa y practica de los planos y solidos, que importunio el P. José Zaragoza, [S. l.] [s. n.] 1673

- Datos: Q11219391